# Schloss Gleinstätten

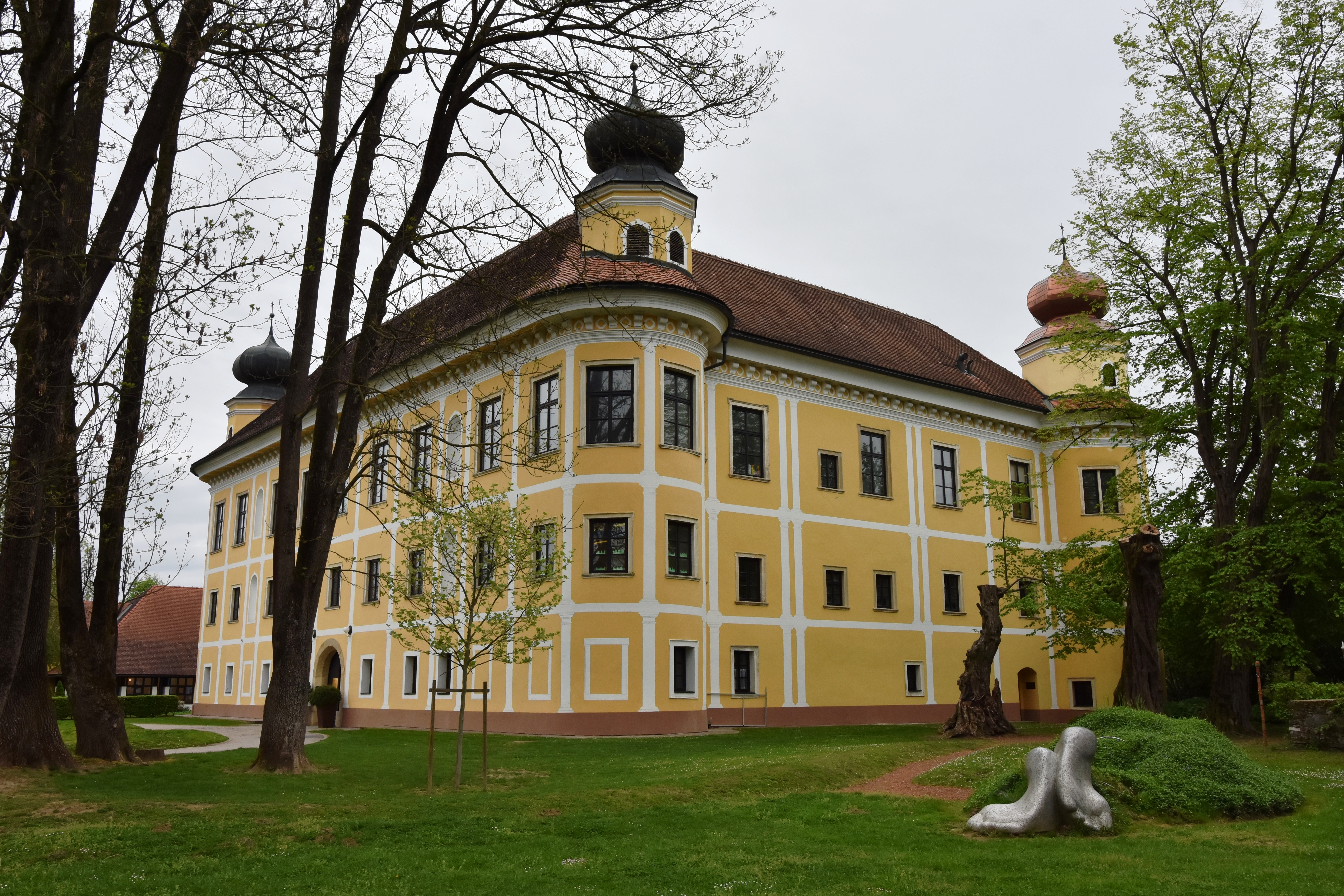
Schloss Gleinstätten, Gemeindeamt und Volksschule

Das Schloss Gleinstätten steht in der Marktgemeinde Gleinstätten im Bezirk Leibnitz in der Steiermark. Das Schloss steht unter Denkmalschutz.

## Geschichte
1523 habe der damalige Grundherr Baltasar der Gleinzer die kaiserliche Erlaubnis erhalten, seinen Besitz Micheldorf in Gleinzstätten umzubenennen; damals soll sich an Stelle des Schlosses eine stattliche Wehranlage befunden haben. Der heutige Bestand des Schlosses entstand im 16. und 17. Jahrhundert. Nach einem Brand (1666) wurde das Schloss mit Franz Isidor Carlone wiederhergestellt. 1670 bis 1728 war es im Besitz der Freiherren von Zehenter, daraufhin bis 1885 in den Händen der Grafen von Khünburg, von denen schließlich die Familie Baron Wucherer-Huldenfeld die erheblich geschrumpfte Herrschaft erwarb. Nachdem es einige Jahre im Besitz der Lebensmittelfirma Inzersdorfer gewesen war, erwarb es die Gemeinde Gleinstätten. Von 1975 bis 1978 wurde das schon verfallene Gebäude durchgreifend restauriert und erneuert. Die erfolgreiche Wiederherstellung des Schlosses 1979 wurde mit dem Architekturpreis des Landes Steiermark 1980 und dem Europa-Nostra-Diplom 1981 anerkannt. Das Schloss steht in der Nutzung als Volksschule. Der Wirtschaftstrakt wird als Kindergarten genutzt.

## Architektur
Der dreigeschoßige Vierflügelbau mit schöner Geschlossenheit zeigt nach allen Seiten eine gemalte Wandgliederung mit Geschoßteilung und Pilastern aus dem 17. Jahrhundert. Das Schloss trägt eingestellte runde Ecktürme mit Zwiebelhelmen. Der Hof zeigt sich mit dreigeschoßigen Arkaden, an der Nord- und Ostseite als Säulenarkaden, teils mit gedrehten Stabauflagen. Eine Erdgeschoßsäule nennt die Jahresangabe 1556. An den Arkadenmauern zeigen sich Reste eines Kratzputzes.
Die ehemalige Kapelle aus 1740 im Südtrakt geht über zwei Geschoße mit einem Stichkappengewölbe auf flachen Pilastern.